# Ronja – córka zbójnika (miniserial)
Ronja – córka zbójnika – szwedzki trzyodcinkowy miniserial telewizyjny z 1986 roku, będący telewizyjną wersją filmu Ronja – córka zbójnika, który z kolei był adaptacją powieści Astrid Lindgren pod tym samym tytułem.

## Obsada[1]
- Hanna Zetterberg – Ronja
- Dan Håfström – Birk
- Börje Ahlstedt – Mattis
- Lena Nyman – Lovis
- Per Oscarsson – Borka
- Allan Edwall – Łysy Per
- Rune Andersson – Turre
- Tommy Körberg – Mały Klippen
- Björn Wallde – Sturkas
- Henry Ottenby – Knotas
- Ulf Isenborg – Fjosok
- Med Reventberg  - Undis
- Claes Janson – Tjorm
- Bo Bergstrand – Joen
- Rolf Dahlgren – Pelje
- Bo Malmborg – Tjegge